# Попов, Валерий Сергеевич (фаготист)
Вале́рий Серге́евич Попо́в (род. 9 сентября 1937, ст. Ильинская Московской области) — советский и российский фаготист, педагог, народный артист РСФСР (1986). Профессор Московской консерватории. Кандидат искусствоведения.

## Биография
Родился в семье трубача Сергея Попова, солиста оркестра Всесоюзного радио. Сначала обучался игре на трубе, но в 1957 году перешёл на фагот. Попов окончил Музыкальное училище при Московской консерватории, затем Московскую консерваторию по классу Романа Терёхина. В 1962 году, ещё будучи студентом, стал солистом Госоркестра СССР (оставаясь на этой должности до 1988 года). В 1963 году победил на Всесоюзном конкурсе музыкантов-исполнителей на духовых инструментах в Ленинграде, а ещё через два года — на международном конкурсе в Будапеште. С 1971 года преподаёт в Московской консерватории, с 1992 года — профессор, с 1995 года ― заведующий кафедрой. Попов продолжает карьеру оркестрового музыканта в составе оркестра Государственной академической симфонической капеллы России.
В. С. Попов — один из наиболее выдающихся современных отечественных исполнителей на фаготе. Его исполнение отмечено филигранной техникой и красотой звучания инструмента. Музыкант сделал большое количество записей с ведущими оркестрами России и мира, а также выступал в камерных ансамблях. Наиболее выдающаяся запись Септета (Камерной симфонии) композитора Гавриила Попова была сделана на фирме «Мелодия». Попову посвящены сочинения Эдисона Денисова, Софии Губайдулиной, Льва Книппера, Татьяны Смирновой и других композиторов. Как педагог воспитал ряд известных фаготистов, ставших лауреатами международных конкурсов и солистами оркестров.
В. С. Попов уделяет большое внимание проблемам исполнительской культуры, является автором ряда методических работ и статей по вопросам современного исполнительства на духовых инструментах.

## Награды
- Орден «Профессионал России» (2008)
- медаль «Ветеран труда»
- медаль «В память 850-летия Москвы»
- Исполнитель года в области академической музыки (по версии газеты «Музыкальное обозрение», 2008)
- Награждён Почетным знаком Союза композиторов России «За пропаганду отечественной музыки» (2008)
- Почётный член Международного Общества двойной трости (International Double Reed Society, 2012)